# Лемезит
Лемезит —  разновидность строматолитовых известняков  кремово-буровато-красной окраски, открытая в 1975 году в долине реки Лемеза на Южном Урале. Возраст породы, вероятно, более 1-го миллиарда лет — образование происходило в эпоху существования доисторического Древнего моря (либо Уральского океана). По отдельным физическим параметрам (прочность, плотность, водопоглощение) приближена к камням мраморной группы. В природе с помощью лемезита происходит обеззараживание и очищение воды.